# East Renfrewshire
East Renfrewshire (gael. Siorrachd Rinn Friù an Ear) – jednostka administracyjna (council area) w środkowo-zachodniej Szkocji, położona na południe od Glasgow, we wschodniej części historycznego hrabstwa Renfrewshire. W 2011 roku liczyła 90 810 mieszkańców. Ośrodkiem administracyjnym jest Giffnock.